# Плаксово
Плаксово — деревня в составе Красногорского сельсовета в Уренском районе Нижегородской области.

## География
Находится на расстоянии примерно 19 километров по прямой на север-северо-восток от районного центра города Урень.

## История
Деревня основана в 1819 году переселенцем Анисимом Лебедевым из деревни  Стешиха Новоуспенской волости Ветлужского уезда, названо по конфликту жителей деревни (доведенных до слёз) с соседями из деревни Скрябино. В 1870 году учтено было дворов 4, жителей 23, в 1916 24 двора и 141 житель. В те годы в деревне было 7 ветряных мельниц, две красильни и кирпичная мастерская. В советское время работал колхоз «Луч Октября».  В 1956 году 104 жителя, в 1978 18 хозяйств и 42 жителя, в 1994 – 9 хозяйств и 18 жителей.

## Население
Постоянное население  составляло 12 человека (русские 92%) в 2002 году, 5 в 2010 .